# فابریس اهرت
فابریس اهرت (انگلیسی: Fabrice Ehret؛ زادهٔ ۲۸ سپتامبر ۱۹۷۹) بازیکن فوتبال اهل فرانسه است.
از باشگاه‌هایی که در آن بازی کرده‌است می‌توان به باشگاه فوتبال کلن، باشگاه فوتبال استراسبورگ، باشگاه فوتبال نانسی، و باشگاه فوتبال اندرلشت اشاره کرد.
وی همچنین در تیم ملی فوتبال زیر ۲۱ سال فرانسه بازی کرده‌است.